# خوليو غوميز
خوليو غوميز (بالإسبانية: Julio Gómez García)‏ هو عالم موسيقى وملحن إسباني، ولد في 20 ديسمبر 1886 في مدريد في إسبانيا، وتوفي في 22 ديسمبر 1973.

## وصلات خارجية
- دومينغو غوميز على موقع ميوزك برينز (الإنجليزية)